# Blue Swede
Blue Swede  foi uma banda de rock Sueca liderada por Björn Skifs entre 1973-1975. A banda lançou dois álbuns de covers, incluindo uma versão de "Hooked on a Feeling", o que lhes trouxeram o sucesso internacional. Eles se separaram depois de Skifs decidiu seguir em sua carreira solo.

## Membros
- Michael Areklew, guitarra
- Ladislav Balaz, keyboard
- Tommy Berglund, trompete, flauta
- Anders Berglund, keyboard
- Hinke Ekestubbe, saxofone
- Janne Guldbäck, percussão
- Bo Liljedahl, contrabaixo
- Björn Skifs, canto
- Victor Davi Blue Sweden,Birimba

## Discografia
- The Golden Classics of Blue Swede
- Out of The Blue
- Hooked On A Feeling (lançada em 1973)